# Тибетска лисица
Тибетска лисица (Vulpes ferrilata) е хищен бозайник от семейство Кучеви. Нарича се още Пясъчна лисица, но с това име се наричат и някои други видове лисици.

## Физически характеристики
Тибетската лисица е един от най-малките видове лисици. Тя притежава гъста, мека кожа с гъст подкосъм, която я предпазва от ветровете във високите планини. Основният ѝ цвят е ръждивокафяв. Долната част на тялото е по-бледа и преминава в бяла по корема. Върхът на опашката е бял. Възрастните екземпляри са с дължина от 60 до 70 cm, опашката е с дължина от 29 до 40 cm. Теглото варира в рамките на 4 до 5,5 kg.

## Разпространение
Тибетската лисица е ендемичен вид, който се среща единствено в района на Тибесткото плато на надморска височина 5300 m. Ареалът и на разпространение обхваща територия от Непал, Индия и Китай.

## Начин на живот и хранене
В менюто на тибетската лисица влизат различни видове гризачи и малки бозайници, птици, насекоми и мърша. Около 95% от менюто и представлява местен вид черномуцунест сеносъбирач (Ochotona curzoniae).

## Размножаване
За разлика от другите видове лисици, тибетската не е силно териториално животно. Често на определена територия живеят и ловуват и други двойки. Чифтосват се през декември, раждат през февруари. Бременността продължава 50 – 60 дена. Раждат от 2 до 4 малки.